# Serra de Comafranca
La Serra de Comafranca és una serra situada al municipi de Castelldans a la comarca de les Garrigues, amb una elevació màxima de 436 metres.